# Else Frenkel-Brunswik
Else Frenkel-Brunswik (18 de agosto de 1908 em Lemberg - 31 de março de 1958 em Berkeley, Califórnia, EUA) foi uma psicóloga judia polonesa - austríaca. Ela foi forçada a deixar a Polônia e depois da Áustria como resultado da perseguição antijudaica. Ela é mais conhecida por suas contribuições para The Authoritarian Personality (1950), sua colaboração com Theodor W. Adorno, Daniel Levinson e Nevitt Sanford. É considerado um trabalho marco na teoria da personalidade e na psicologia social.

## Início da vida na Europa
Else Frenkel nasceu em 18 de agosto de 1908, em Lemberg, no Império Austro-Húngaro, a segunda de três filhas do dono de uma loja de departamentos judaica Abraham Frenkel e sua esposa Helene Frenkel. Em 1914, sua família mudou-se da Galícia para Viena para escapar dos pogroms.
Eles foram para Viena, onde Else completou sua tese de doutorado sob a supervisão de Karl Bühler na Universidade de Viena em 1930. Seu tema de tese foi Das Associationsprinzip in der Psychologie. Ela ocupou o cargo de professora associada no Instituto de Psicologia de 1931 a 1938, trabalhando como assistente de pesquisa de Charlotte Bühler.  Ela passou pela psicanálise com Ernst Kris.
Em 1938, após o Anschluss, ela teve que deixar a Áustria.

## Vida na América
Como muitos de seus colegas de origem judaica que escaparam da perseguição nazista, Else foi para os EUA, onde se tornou cidadã em 1938. No mesmo ano, ela se casou com Egon Brunswik, ex-aluno de Bühler que ingressou no corpo docente de Berkeley em 1937.
De 1939 a 1958, Else Frenkel-Brunswik trabalhou como pesquisadora associada no Instituto de Bem-Estar Infantil, Departamento de Psicologia da Universidade da Califórnia em Berkeley. Else Frenkel trabalhou inicialmente na área de estudos da personalidade. Mecanismos de autoengano (1939) explicou os princípios da psicanálise para um público americano.
Como parte do Estudo de Opinião Pública de Berkeley (Universidade da Califórnia), ela estudou o antissemitismo, trabalhando com Theodor W. Adorno, o psicólogo social R. Nevitt Sanford e o psiquiatra e psicólogo Daniel J. Levinson, que havia sido um de seus alunos. O trabalho foi apoiado pelo Comitê Judaico Americano.  Sua pesquisa identificou o antissemitismo como o resultado de um etnocentrismo mais geral caracterizado por uma estrutura de personalidade autoritária que era intolerante à ambiguidade. Esses indivíduos eram incapazes de experimentar genuinamente a si mesmos e aos outros, em vez disso, buscavam poder e sucesso e confiavam em estereótipos rígidos para garantir a ordem e a segurança.
Em 1950, como produto de sua colaboração com Theodor W. Adorno, Daniel Levinson e Nevitt Sanford, A Personalidade Autoritária apareceu. É um trabalho marcante na psicologia social. Sua experiência em psicanálise e estudos da personalidade foi crucial para o projeto de pesquisa.
Em 1950, ela foi para a Universidade de Oslo como professora visitante e consultora de pesquisa. Em 1954-1955, ela recebeu uma bolsa de estudos no Centro de Estudos Avançados em Ciências do Comportamento da Universidade de Stanford.
Em 1955, seu marido Egon cometeu suicídio após uma longa doença. Isso impactou profundamente a vida profissional e pessoal de Else. Embora ela tenha sido eleita por unanimidade para um cargo de professora titular no departamento de psicologia de Berkeley, depois que seu marido não estava mais empregado lá, o reconhecimento lhe trouxe pouco conforto. Ela sofria de depressão severa e cometeu suicídio em 31 de março de 1958 por overdose de barbital.
Sua biografia está incluída na prestigiosa coleção Notable American Women.

## Publicações
- Else Frenkel, Edith Weisskopf: Desire and Duty in the Structure of Human Life. Gerold & Co., Vienna 1937 (Investigação psicológica sobre o CV. Ed. Charlotte Bühler e Else Frenkel. Volume 1).
- Else Frenkel-Brunswik: Motivation and Behavior. Genetic Psychology Monographs. Vol. 26, 1942, pp 121–265.
- Theodor W. Adorno, Else Frenkel-Brunswik, Daniel J. Levinson, R. Nevitt Sanford: The Authoritarian Personality . New Harper and Brothers, Nova York anos 1950.
- Else Frenkel-Brunswik: Selected Papers. Ed. Nanette Heiman e Joan Grant. International Universities Press, Nova York 1974
- Else Frenkel-Brunswik: Studies the Authoritarian Personality. Escritos Selecionados (editados e introduzidos por Dietmar Paier). Library of social science emigrants. Vol. 3. Nausner and Nausner, Wien 1996. ISBN 3-901402-04-7
- Else Frenkel-Brunswik, R. Nevitt Sanford: "The anti-Semitic personality. A research report". - Erich Simmel (ed.): Anti-Semitism. Fischer, Frankfurt a.M., 1993, S, 119–147. (Uma versão anterior do Journal of Psychology, Vol. 20, 1945, pp 271–291). ISBN 3-596-10965-5
- Nathan W. Ackerman, Theodor W. Adorno, Bruno Bettelheim, Else Frenkel-Brunswik, Marie Jahoda, Morris Janowitz, Daniel J. Levinson, R. Nevitt Sanford: The Authoritarian Character. Volume 2: Studies on Authority and Prejudice. Amsterdã: De Munter, Amsterdã 1969. ISBN 3-88535-341-5
- Dietmar Paier: "Else Frenkel-Brunswik 1908–1958". Archive for the History of Sociology in Austria. Newsletter (Graz), no. 13, Jun. 1996 pp 9–11.